# Cypella suffusa
Cypella suffusa är en irisväxtart som beskrevs av Pierfelice Ravenna. Cypella suffusa ingår i släktet Cypella, och familjen irisväxter. Inga underarter finns listade i Catalogue of Life.